# Listă de orașe din statul Maine
Listă alfabetică a orașelor din statul Maine, SUA
- Auburn
- Augusta
- Bangor
- Bath
- Belfast
- Biddeford
- Brewer
- Brunswick
- Calais
- Caribou
- Eastport
- Ellsworth
- Gardiner
- Hallowell
- Lewiston
- Norridgewock
- Old Town
- Portland
- Presque Isle
- Rockland
- Saco
- South Portland
- Waterville
- Westbrook